# Single-board computer
Single-board computer (SBC) este un computer de mici dimensiuni ale cărui componente principale sunt plasate pe un singur circuit imprimat sau cablaj electronic.
Pe acest circuit imprimat se află un microprocesor, memorie RAM, porturi de intrare/ieșire și alte caracteristici necesare unui computer funcțional. Astfel de soluții apar în sisteme care necesită un grad ridicat de protecție sau în sisteme înglobate. Calculatoarele SBC au fost realizate ca sisteme educaționale demonstrative sau de dezvoltare.  Unele din cele mai cunoscute SBC sunt computerele Raspberry Pi.

## Istoric

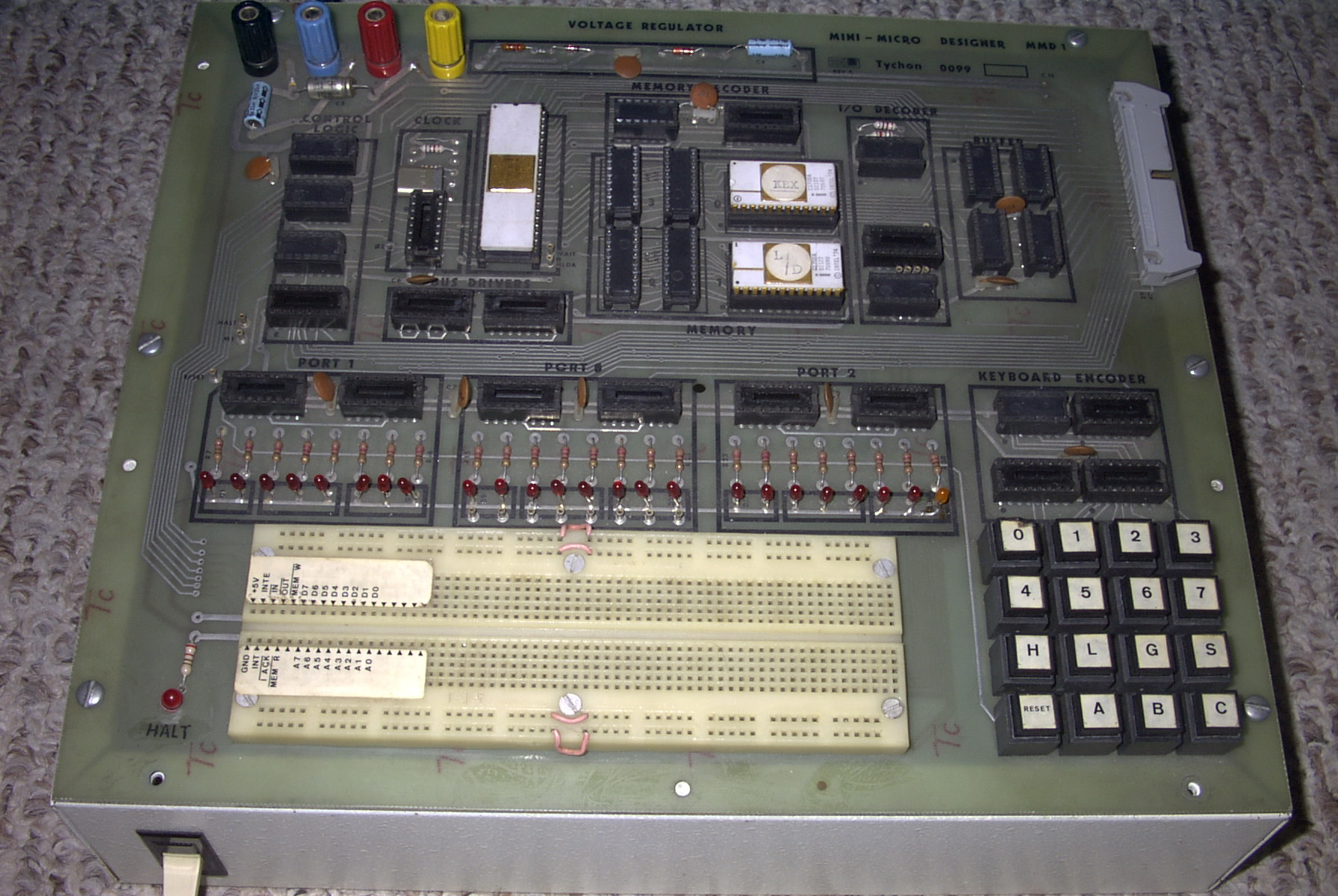
Dyna-Micro MMD-1

Primul single-board computer, numit dyna-micro a fost lansat în 1976. Dyna Micro a folosit Intel C8080, al doilea microcontroler de 8 biți lansat în 1974 și primul EPROM C1702A de la Intel. La scurt timp, dyna-micro a fost rebranded ca MMD-1 (Mini-Micro Designer 1) de către E&L Instruments. În scurt timp, primele PC-uri personale cum ar fi BBC Micro lansat în 1981, și Acorn Electron în 1983, au fost construite, de asemenea, în jurul SBC. Un alt sistem SBC primar a fost KIM-1 bazat pe MOS 6502, un microprocesor pe 8 biți lansat în 1976.

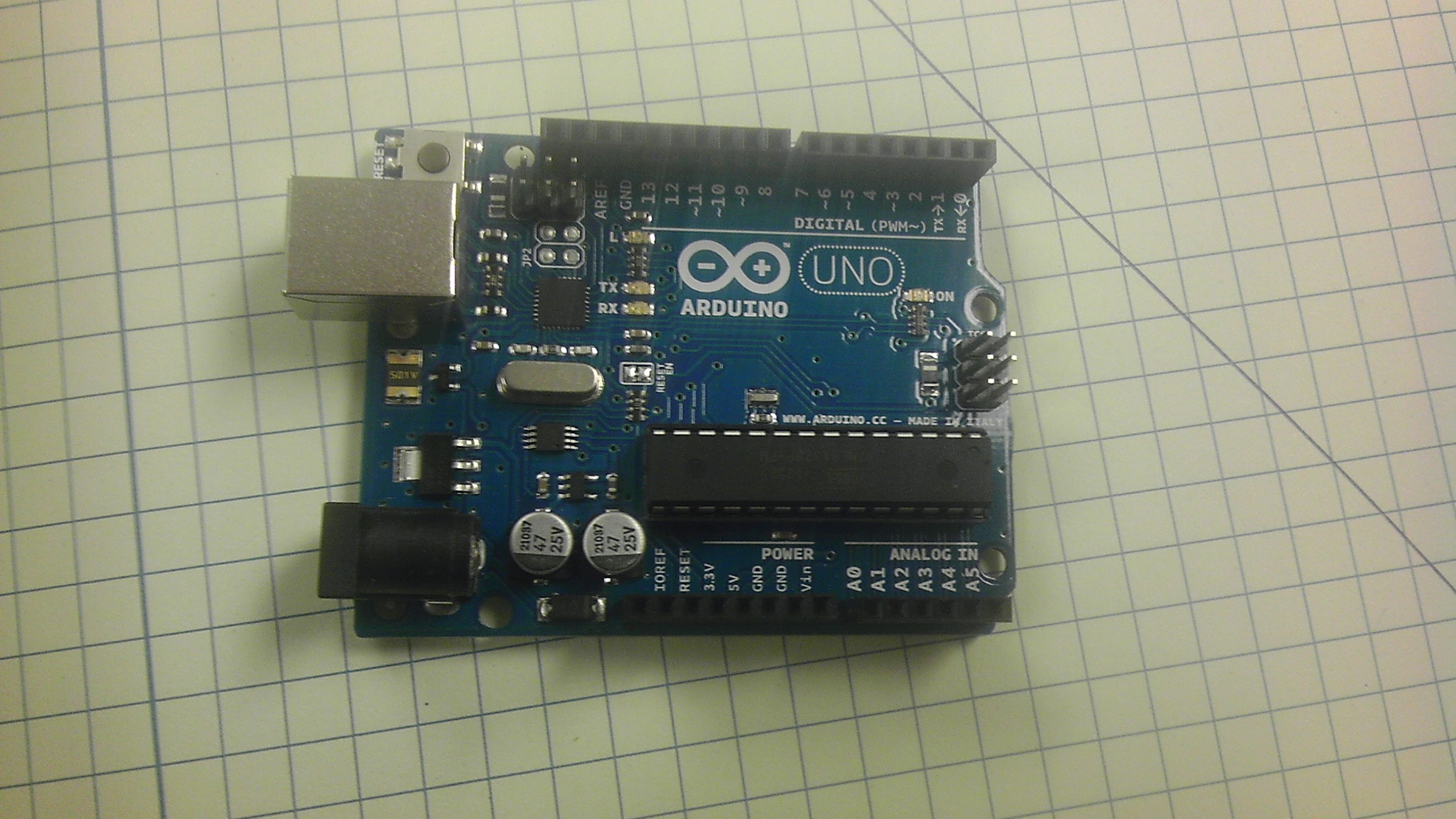
Arduino uno

În anul 2004, o echipă de tehnicieni din Italia a dezvoltat o placă compactă, ieftină și ușor de folosit, care permitea utilizatorilor să utilizeze un microcontroler pentru diverse proiecte. Acesta a fost începutul platformei Arduino. Arduino a devenit popular în scurt timp, și a fost o piatră de temelie pentru alte proiecte. 
La Universitatea Cambridge Computer Laboratory, o echipă de ingineri au început să lucreze la unele versiuni timpurii ale Raspberry Pi în jurul anului 2006. În 2008, echipa Cambridge au format Fundația Raspberry Pi, iar trei ani mai târziu, s-a născut modelul Raspberry Pi Model B. Inițial a fost conceput ca un instrument de învățare pentru programare, dar a devenit un calculator personal foarte popular.
În jurul anului 2008 Texas Instruments, a produs prima versiune open-source a modelului BeagleBoard proiectată în jurul SoC-ului OMAP ARM TMS320. Funcționalitatea sistemului se putea extinde prin conectare de periferice ca un monitor, tastatură, cu aproape toate interfețele de expansiune ale unui  PC standard 

## Tipuri
Computerele moderne SBC pot apare în trei tipuri:
- Sisteme independente - cum sunt sistemele bazate pe plăcile de bază ATX
- Sisteme OEM - concepute pentru a fi integrate într-un produs, ca sisteme pe module
- Sisteme de evaluare - utilizate ca sisteme prototip care permit dezvoltarea de software/hardware înainte ca echipamentul personalizat să fie finisat.

Computerele SBC pot fi utilizate în sistemele bazate pe magistrale și rack. Receptoarele tipice includ:
- AdvancedTCA
- CompactPCI
- Embedded Compact Extended (ECX)
- PCI eXtensions for Instrumentation (PXI)
- MicroTca
- Mini-ITX
- Multibus
- PC/104
- PICMG
- STD Bus
- VMEbus
- VPX
- VXI [3]

## Utilizări
Unele dintre cele mai populare aplicații sunt:

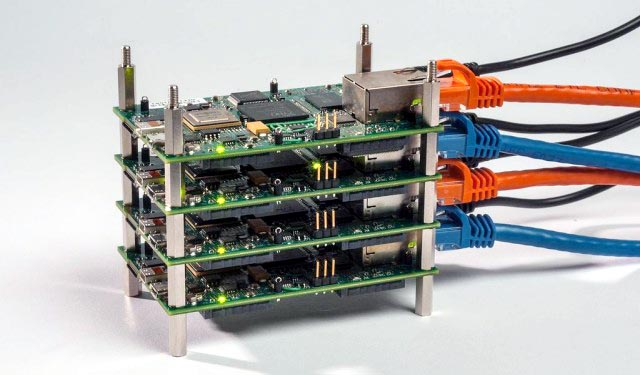
Cluster SBC

- Educativ (învățarea programării, utilizarea computerului)
- Computer personal
- Aparate medicale
- Robotică
- Centre media și platforme retrogaming
- Sisteme industriale integrate și controlere (IoT)
- Servere de imprimare
- Sisteme NAS
- Clustere
- Domotică
- DIY (laptop-uri, tablete și smartphone-uri)
- Sisteme de supraveghere [4]

## Componente hardware
- Procesor - este unitatea centrală de procesare al oricărui computer care efectuează toate calculele aritmetice și logice și controlul intrare/ieșire în funcție de aplicații sau instrucțiuni.

- SoC (System-on-a-Chip) - este un circuit electronic care dispune de multe periferice suplimentare, cum ar fi GPU, Wi-Fi, BLE, Ethernet, interfețe USB etc, într-un singur circuit integrat. SoC consumă puțină energie, de aceea este o alegere evidentă pentru orice platformă SBC.

- Chipset - folosite pentru a extinde funcționalitatea unui SBC (hub-uri USB, PMIC, convertoare Bluetooth/Wi-Fi, USB și PCI.

- Modul memorie - RAM formează memoria de sistem primară; alte module sunt eMMC și memoria flash. Unele SBC utilizează carduri μSD pentru sistemul de operare.
- Porturi I/O - SBC și PC-urile au o varietate de porturi intrare/ieșire, care includ interfețe USB, HDMI, RS-232, VGA, UART, GPIO etc. pentru a interacționa cu dispozitive externe. SBC-urile moderne care vizează aplicațiile din sistemele înglobate precum cele IoT, oferă un număr mare de GPIO, CAN și alte interfețe cum ar fi SPI, I²C, CAN, PWM. Disponibilitatea unor astfel de interfețe permite unui SBC să comunice cu senzori și actuatori. În afară de interfețele low-end, un SBC poate include alte intrări/ieșiri de conectivitate, cum ar fi module Ethernet, Wi-Fi, Bluetooth, LoRa, ZigBee. Unele SBC oferă, de asemenea, interfețe precum sloturile SATA, PCI Express și M.2 pentru a extinde performanța și funcționalitățile.

- Slot PCI - exemple de dispozitive conectate la PCI sunt placă de rețea, placă de sunet, modem, TV tuner.

## Sisteme de operare
Computerele SBC suportă sisteme de operare standard, inclusiv Linux, UNIX, Android și Microsoft Windows CE.
Sisteme de operare bazate pe Linux
- Arch Linux ARM: preinstalat pe cardul de memorie
- Pidora: se bazează pe Fedora 18
- Fedora ARM
- openSUSE Tumbleweed și Leap
- Gentoo Linux
- Kano OS Arhivat în 26 august 2018, la Wayback Machine.: sistem de operare open-source creat pentru copii în scop educativ pentru învățarea programării și a calculatorului în general
- Flint OS: bazat pe Google Chrom OS, funcționează pe majoritatea platformelor hardware x86 și ARM.
- Slackware ARM Arhivat în 20 august 2018, la Wayback Machine. (SARPi)
- Kali Linux: optimizat pentru a oferi instrumente de securitate a informațiilor
- Alpine Linux
- Ubuntu Mate: ușor de utilizat, recomandat pentru începători
- DietPi: optimizat pentru a utiliza eficient CPU și RAM.
- OpenMediaVault: spațiu de stocare atașat la rețea NAS
- motionEyeOS: sistem de supraveghere video.

Alte sisteme de operare
- Android
- FreeBS: distribuție pentru rularea ca server.
- NetBSD
- OpenBSD (numai pe platforme 64-bit)
- Windows 10 IoT Core: ediție gratuită de Windows 10
- Haiku
- HelenOS: sistem de operare multiserver
- Plan 9 from Bell Labs.
- Slackware ARM
- Sailfish OS

Software Media Center
- OpenELEC Arhivat în 22 octombrie 2019, la Wayback Machine., se bazează pe Kodi.
- OSMC
- LibreELEC
- KODI
- Volumio
- XBian

Emulatori pentru jocuri
- Emulation Station
- Retropie
- Lakka
- QEMU
- Recalbox [5][6][7]

## Exemple de single-board computers

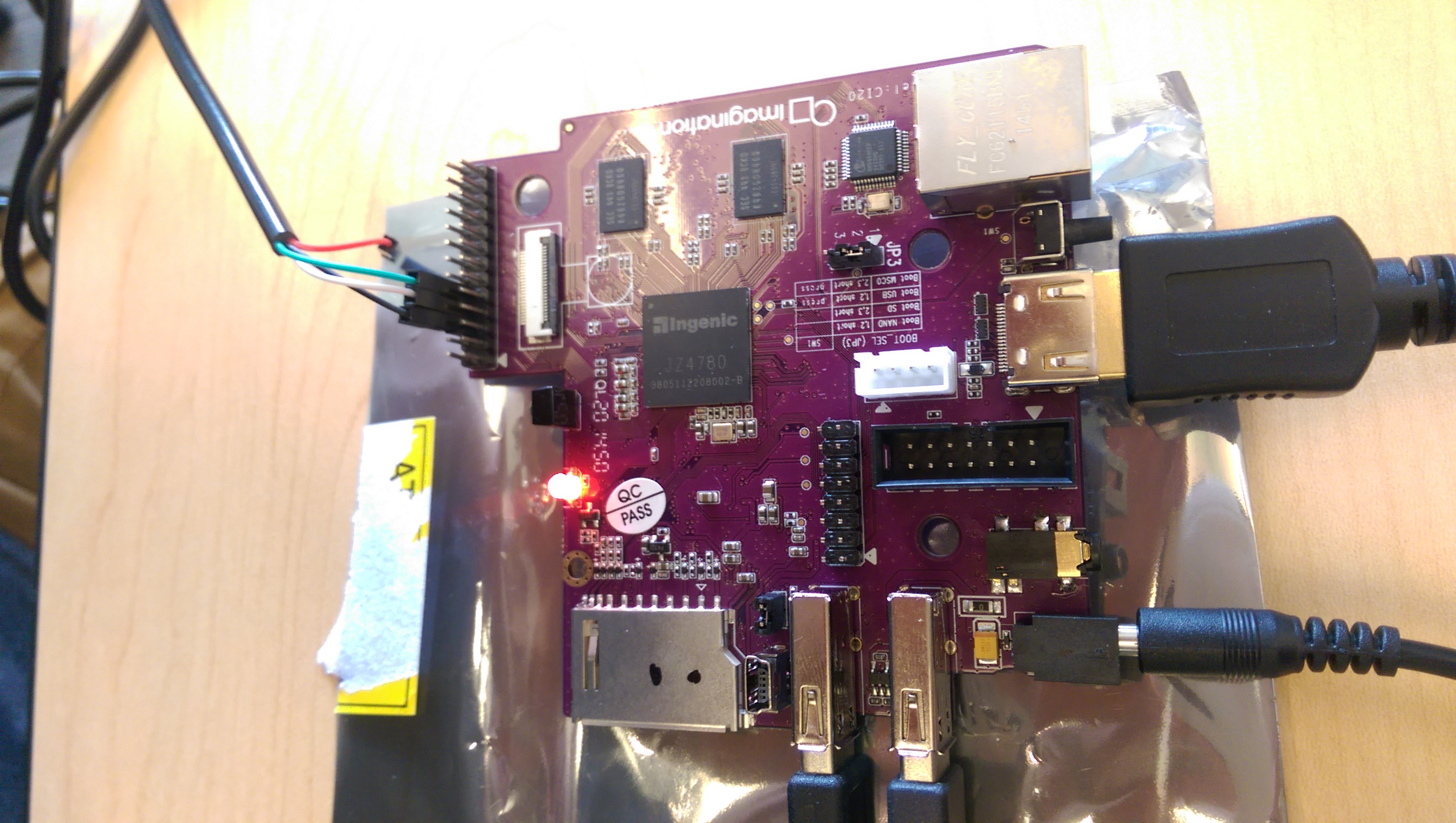
MIPS Creator CI20

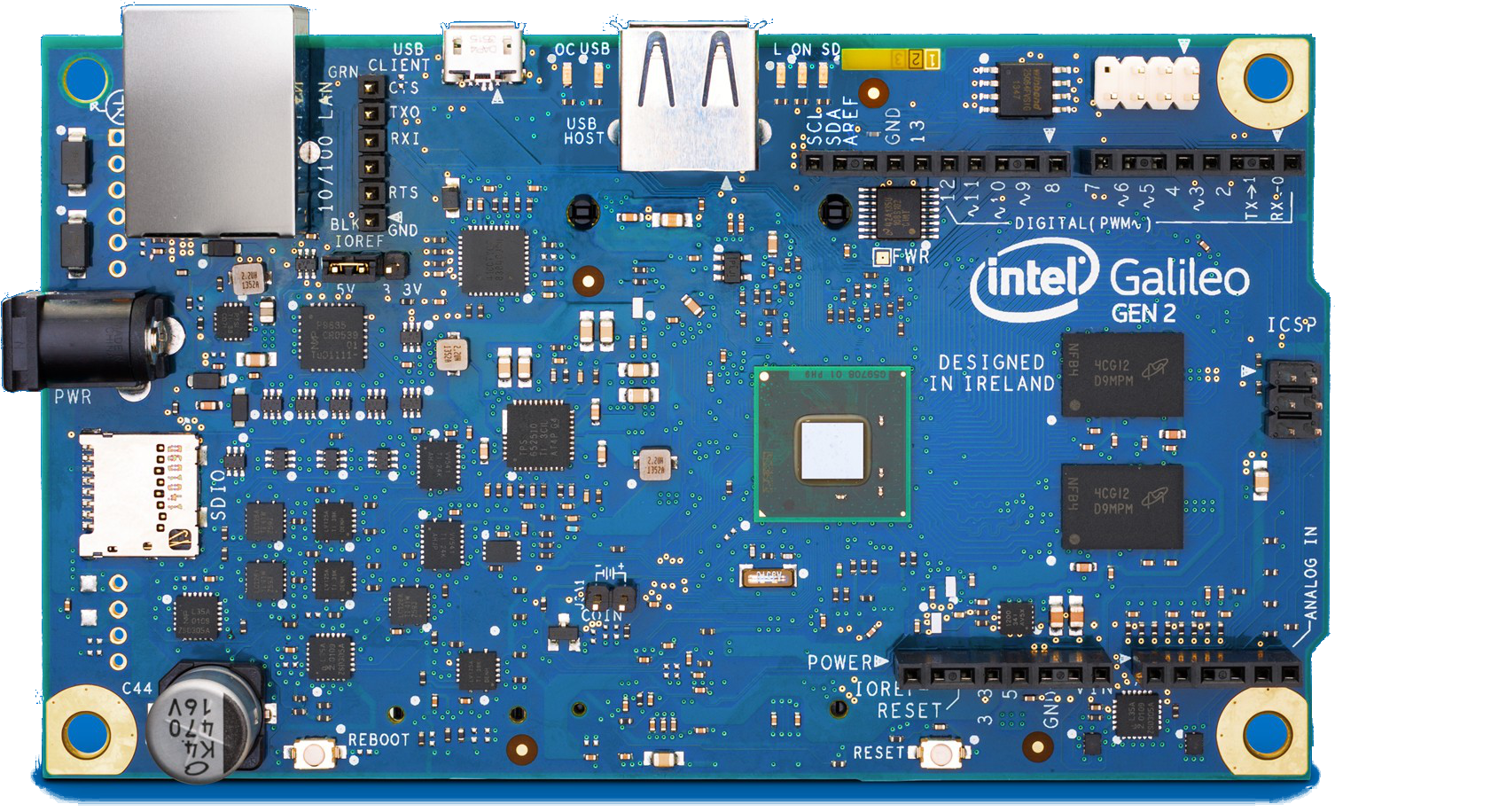
IntelGalileoGen2

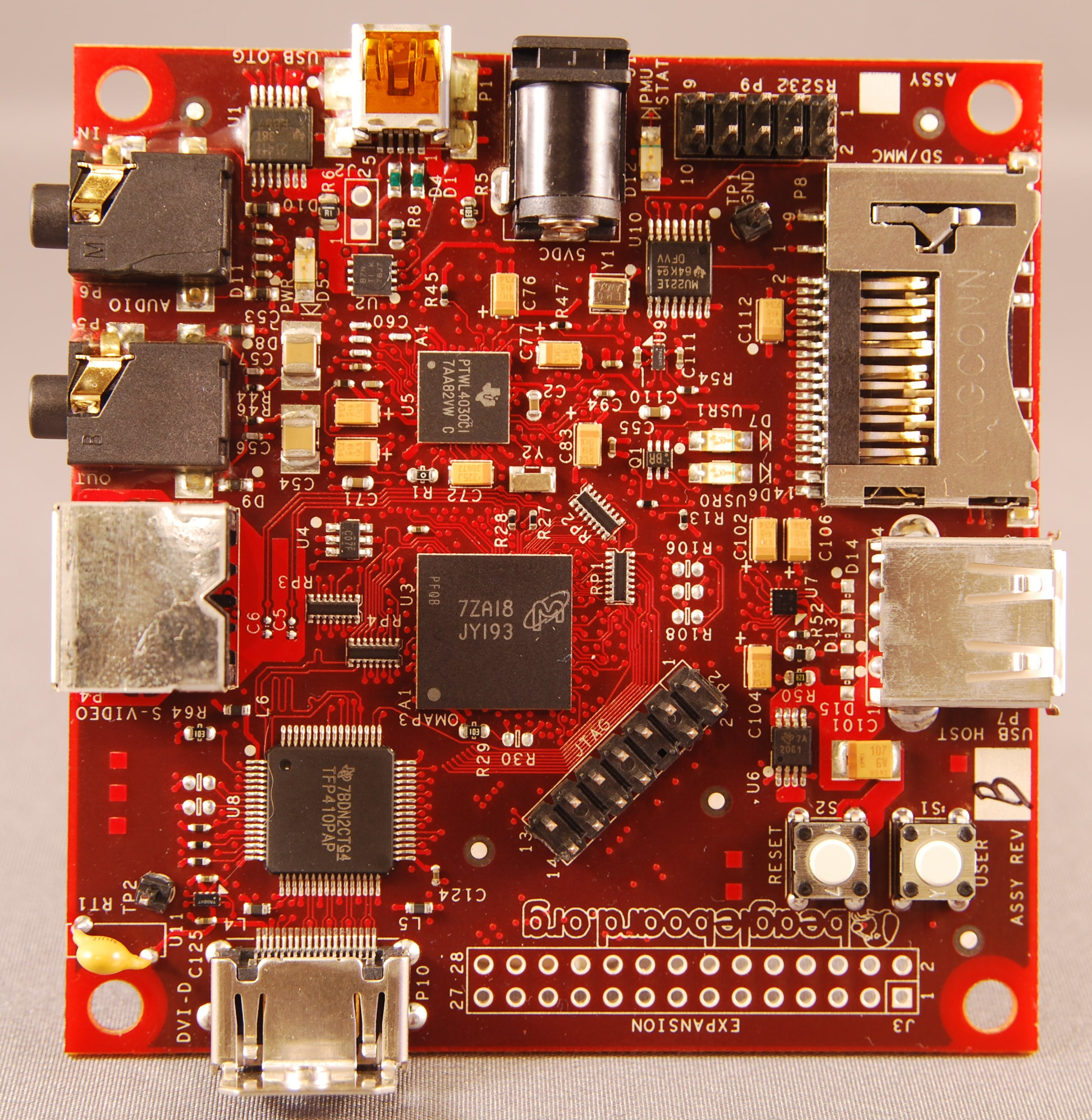
BeagleBoard

MIPS:
- Creator CI20
- LinkIt Smart 7688
- Omega2
- VoCore2

x86:
- APU1D/4
- AIOT-X1000
- Intel Galileo
- LattePanda Alpha 800
- MITX-6770
- UDOO Bolt v3, v8
- UDOO X86 Basic
- UP Core Plus
- XPedite7570

ARM:
- Arduino
- Banana Pi

- BeagleBoard
- CubieBoard
- HummingBoard
- Nano Pi
- ODROID-X
- OrangePi
- PcDuino
- Raspberry Pi

RISC
- GAPuIno GAP8
- HiFive Unleashed [8]